# Robert Douglas (aktor)
Robert Douglas, właśc. Robert Douglas Finlayson (ur. 9 listopada 1909 w Bletchley, zm. 11 stycznia 1999 w Encinitas) – brytyjski aktor teatralny i filmowy, reżyser i producent telewizyjny.

## Biografia
Robert Douglas Finlayson, bo tak brzmiało jego pełne nazwisko, urodził się w Bletchley – niedużym miasteczku w południowo-wschodniej Anglii. Studiował na prestiżowej Royal Academy of Dramatic Art. w Londynie. W 1927 roku miał miejsce jego debiut teatralny (Theatre Royal w Bournemouth). Rok później sztuką Many Waters rozpoczął występy na deskach scen londyńskich (Ambassadors Theatre). W 1936 roku debiutował w filmie (Over the Moon). Kontynuując rodzinne tradycje (był synem i wnukiem dowódców Royal Sussex Regiment) z wybuchem II wojny światowej zaciągnął się do armii, gdzie służył jako pilot w Royal Navy. W 1947 roku, niedługo po demobilizacji wyjechał do Stanów Zjednoczonych, gdzie spędził resztę życia.
Obok aktorstwa od 1946 roku zajmował się reżyserią oraz produkcją filmową, telewizyjną i teatralną. W 1956 sztuką Ponder Heart zadebiutował jako reżyser na Broadwayu. Następnie zwrócił się ku telewizji, gdzie pracował jako reżyser i producent przy wielu znanych serialach TV.
Dzięki doskonałej aparycji grywał głównie role zawadiaków, arystokratów i wojskowych.
Zmarł w sędziwym wieku 89 lat w swoim domu w Encinitas.

## Filmografia (wybór)

### Aktor
- 1975 Columbo – dr Pierce
- 1959 Młodzi filadelfijczycy – wuj Stearnes
- 1958-59 Alfred Hitchcock przedstawia – insp. Liebenberg / insp. Tarrant
- 1959-61 One Step Beyond – gen. Washington/McCord/Ackroyd
- 1956 Helena Trojańska – Agamemnon
- 1955 Królowa dziewica – sir Hatton
- 1954 Ryszard Lwie Serce i krzyżowcy – sir Amaury
- 1953 Szczury pustyni – generał
- 1952 Więzień Zendy – książę Michael
- 1952 Ivanhoe – sir de Bracy
- 1950 Płomień i strzała – de Granazia
- 1939 Królewska rodzina Broadwayu – Tony Cavendish

### Reżyser i producent
- 1960-62 Surfside 6
- 1960-62 77 Sunset Strip
- 1963-64 Alfred Hitchcock przedstawia
- 1969-70 Adam-12
- 1970-74 The F.B.I.
- 1972-73 Cannon
- 1972-75 Ulice San Francisco
- 1974-75 Calling Dr. Gannon
- 1976-78 Baretta
- 1980 Hart of the Yard
- 1979-80 Trapper John, M.D.

## Życie osobiste
Dwukrotnie żonaty: z Dorothy Hyson (1914-1996) i Suzanne Weldon (1921–1995). Ze związków tych pozostawił dwoje dzieci
Lucindę i Roberta.